# Bjärshögs landskommun
Bjärshögs landskommun var en tidigare kommun i dåvarande Malmöhus län.

## Administrativ historik
Kommunen bildades i Bjärshögs socken i Bara härad i Skåne när 1862 års kommunalförordningar trädde i kraft. 
Vid kommunreformen 1952 uppgick kommunen i Bara landskommun som 1971 ombildades till Bara kommun som 1977 uppgick i Svedala kommun.